# Jens Petersen (Politiker)
Jens Petersen (* 27. September 1970 in Düsseldorf) ist ein deutscher Politiker (ehemals CDU, Austritt 2024). Er war von 2005 bis 2012 Abgeordneter des Landtags von Nordrhein-Westfalen.

## Leben
Petersen machte 1989 sein Abitur in Düsseldorf und absolvierte anschließend bis 1995 ein Studium der Betriebswirtschaftslehre an der Universität Dortmund, welches er mit der Promotion abschloss. Seitdem arbeitet er als Unternehmensberater. Seit 2010 ist er Partner bei der Prüfungs- und Beratungsgesellschaft Ebner Stolz.

## Politik
Petersen trat 1987 der CDU und der Jungen Union bei. Von 1994 bis 2001 war er Mitglied der Bezirksvertretung im Bezirk Zoo und Flingern, ab 1997 auch Vorsitzender der CDU im Stadtbezirksverband 2 (Zooviertel, Flingern) in Düsseldorf. Von 2004 bis 2006 war er zudem stellvertretender Vorsitzender der CDU Mittelstands- und Wirtschaftsvereinigung Düsseldorf. 
Bei der Landtagswahl in Nordrhein-Westfalen 2005 gewann er das Direktmandat im Landtagswahlkreis Düsseldorf II und wurde dadurch am 8. Juni 2005 Abgeordneter des Landtags von Nordrhein-Westfalen. Er war ordentliches Mitglied im Ausschuss für Wirtschaft, Mittelstand und Energie, im Ausschuss für Haushaltskontrolle und im Ausschuss für Haushalts- und Finanzen. Bei der Landtagswahl 2010 konnte er seinen Sitz verteidigen und wurde Vorsitzender des Ausschusses für Mittelstand, Wirtschaft und Energie. Zwei Jahre später löste sich der Landtag auf. Bei der anschließenden Landtagswahl 2012 verlor er sein Direktmandat und schied aus dem Landtag aus.
Petersen war von 2007 bis 2024 als Schatzmeister Mitglied im geschäftsführenden Kreisvorstand der CDU Düsseldorf. Im Rahmen der Neuwahl des Kreisvorstands 2024 kam es zu einem Zerwürfnis zwischen ihm und dem Kreisvorsitzenden und Bundestagsabgeordneten Thomas Jarzombek. In der Folge kandidierte Petersen nicht erneut als Schatzmeister und trat aus der Partei aus.